# Мартін Кастроджованні

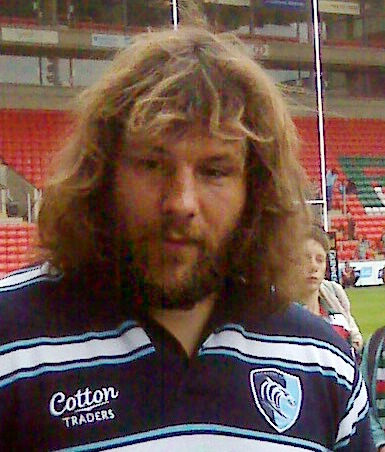

Мартін Леандро Кастроджованні (нар. 21 жовтня 1981) — італійський регбіст аргентинського походження. Він грав у команді Гіал Кальвісано, з якою виграв італійський чемпіонат у 2005 році. Після цього він уклав контракт з клубом Лестер Тайгерс.